# Ranunculus aestivalis
Ranunculus aestivalis es una planta de la familia de las ranunculáceas. Es un endemismo de Utah en los Estados Unidos, donde se encuentra solamente en el Condado de Garfield (Utah) próximo al Río Sevier. Se limita a un microhábitat húmedo en un árido y abierto ecosistema, con un hábitat disponible muy limitado. Está en una lista federal de especies en peligro de extinción de los Estados Unidos. Se ha descrito como "de los más elegantes y vistosos del género en el oeste de Estados Unidos", pero también "una de las plantas más raras y más restringidas del Estado".

## Historia
Esta planta es a menudo tratada como una variedad de Ranunculus acriformis o Ranunculus acris. Un análisis genético mostró que era suficientemente independiente y fue elevado al estatus de especie por un grupo de autores en 1994.

## Descripción
Esta planta produce un tallo velloso, erecto de 30 y 60 centímetros de altura. Las hojas están divididas en tres partes diseccionadas, o a veces en tres foliolos. Cada planta produce alrededor de 6 a 10 flores. La flor tiene cinco o a veces hasta diez pétalos amarillos cada uno alrededor de un centímetro de largo. La floración se produce en julio y octubre, dando a la planta su nombre común.

## Distribución y hábitat
Esta flor silvestre crece en los prados húmedos ribereños de la ladera occidental del valle del río Sevier de Utah. Los prados son alimentados por manantiales, manteniéndolos pantanoso. Las plantas crecen en los montículos ligeramente elevados en los pantanosos prados y el hábitat más seco adyacente. Otras plantas en el hábitat incluyen Achillea millefolium, Juncus arcticus var. balticus, Carex nebrascensis, Aster occidentalis, Plantago eriopoda, Glaux maritima, Carex aquatilis, Hordeum jubatum y especies de Trifolium, Dodecatheon, y Eleocharis. Los musgos crecen también entre las plantas.

## Ecología
Las amenazas a la planta incluyen cambios locales de la hidrología, ya que la planta se basa en un cierto nivel de humedad en su microhábitat. El riego puede ser una causa de estos cambios. El pastoreo también puede afectar a la planta. El pastoreo puede tener efectos positivos a veces, ya que el ganado recorta la vegetación competidora, como las juncias. Un colapso genético puede ser consecuencia de la pequeña cantidad de plantas que quedan.
Esta planta, que se temía extinguida en la década de 1970, fue redescubierta en 1982. The Nature Conservancy compró la tierra donde se encuentra Ranunculus aestivalis y la hizo una reserva natural. Se han plantado algunas plantas cerca de Cedar City, Utah, para aumentar la escasa población.

## Taxonomía
Ranunculus aestivalis fue descrita por (L.D.Benson) Van Buren & K.T.Harper y publicado en American Journal of Botany 81(4): 518. 1994.
Etimología
Ver: Ranunculus
aestivalis: epíteto latino que significa "del verano".
Sinonimia
- Ranunculus acris var. aestivalis (L.D. Benson) S.L. Welsh
- Ranunculus acriformis var. aestivalis L.D. Benson[11]